# Gustaf Lidberg
Carl Gustaf Lidberg (geboren am 23. September 1859 in Stockholm; gestorben am 2. November 1931 in Bromma, Stockholm) war ein schwedischer Polizist.
Nach seinem Studium an der Universität Uppsala trat Lidberg 1885 der Stockholmer Polizei bei, wurde dort 1890 Kriminalkommissar, 1902 Staatsanwalt und war von 1908 bis 1916 Leiter der Kriminalpolizei. Er leitete die polizeilichen Ermittlungen gegen den Raubmörder Alfred Ander und fungierte auch als Staatsanwalt im späteren Prozess vor dem Stockholmer Rathausgericht. Er war auch an den Ermittlungen gegen Martin Ekenberg beteiligt, den Mann, der vermutlich die erste Briefbombe der Welt konstruiert hat. Lidberg veröffentlichte „Die Erzählungen des Kriminalhauptmanns“ (2 Bände, 1918–19).

## Bibliographie
- Die Erzählungen des Kriminalhauptmanns. Stockholm: Bonnier. 1918. Libris 1654950
- Der geniale Verbrecher Martin Ekenberg : Die Erzählungen des Kriminalhauptmanns. Stockholm: Bonnier. 1919. Libris 1654951. https://litteraturbanken.se/f%C3%B6rfattare/LidbergG/titlar/MartinEkenberg/sida/7/faksimil?om-boken